# Teoria consumatorului
Teoria consumatorului este modelarea economică a comportamentului unui agent economic ca și consumator de bunuri și servicii. Acest termen se referă, în general, la teoria neo-clasică a consumatorului și la conceptele derivate din aceasta.
Criteriile de alegere a bunurilor sunt:
- 1. Venitul consumatorului (dacă venitul crește atunci și cererea pentru bunuri va fi mai mare)
- 2. Nevoile consumatorului (cu cât nevoile sunt mai mari cu atât cererea pentru bunuri va fi mai mare)
- 3. Gusturile si preferințele
- 4. Tradiție si tendințele modei
- 5. Mărci comerciale si embleme (cu cât marca la bunuri este mai renumită cu atât cererea pentru bunuri va fi mai mare)
- 6. Calitate (dacă calitatea este foarte bună respectiv atunci și cererea va fi mare)

Obiectivul consumatorului este maximizarea utilității, utilitatea însemnând gradul în care consumatorul își satisface nevoile.
Consumatorul este foarte liber în alegerile sale și își măsoară satisfacția în funcție de utilitate.
Teoria consumatorului se bazează pe două modele: teoria utilității cardinale și teoria curbelor de indiferență.

## Descriere
Teoria se bazează pe următoarele concepte
- Fie un „pachet” o combinație de bunuri în anumite cantități {\displaystyle (p_{1};p_{2};...p_{n})} unde {\displaystyle p_{i}} este cantitatea bunului {\displaystyle i} în pachet. Atunci fie {\displaystyle X} „[mulțime|mulțimea]] de consum” care include toate pachetele accesibile consumatorului
- O relație de preferință a consumatorului între pachetele mulțimii {\displaystyle X}. Această preferință este exprimată printr-o funcție ordinală de utilitate
- Un sistem de prețuri asociate bunurilor
- Pachetul posedat inițial de consumator. Acesta îl poate vinde pentru a cumpăra alt pachet. Scopul consumatorului este de a-și maximiza utilitatea.